# Charles Reznikoff
Charles Reznikoff (Nova Iorque, 31 de agosto de 1894 - Nova Iorque, 22 de janeiro de 1976) foi um poeta dos Estados Unidos de ascendência judaica.
Era mais conhecido por seu longo trabalho, Testemunho: Estados Unidos (1885-1915), Recitativo (1934-1979). O termo "Objectivist" foi cunhado por ele. O testemunho multi-volume foi baseado em registros judiciais e explorou as experiências de imigrantes, negros e pobres urbanos e rurais nos Estados Unidos no final do século XIX e início do século XX. Ele seguiu isso com o Holocausto (1975), com base em testemunhos judiciais sobre os campos de extermínio nazistas durante a Segunda Guerra Mundial.
Em 1930, Reznikoff casou-se com Marie Syrkin, uma sionista proeminente, amiga e biógrafa de Golda Meir. Embora não tenham vivido juntos durante todo o casamento, este durou até a morte de Reznikoff.
Quando Harriet Monroe pediu a Louis Zukofsky que fornecesse uma introdução ao que se tornou conhecido como a questão objetivista da poesia, contribuiu com o ensaio, sinceridade e objetivação: com referência especial à obra de Charles Reznikoff. Isso estabeleceu o nome do grupo de músicos modernistas de segunda geração e as duas características de sua poesia: sinceridade e objetivação.

## Representação em outros meios de comunicação
Em 2013, a banda Joan of Arc, com a ajuda do grupo de desempenho experimental, Every House Has a Door [1], criou uma peça musical / teatral baseada no Testemunho de Reznikoff. O álbum inspirado em seu trabalho foi chamado Testimonium Songs e lançado em Polyvinyl Record Co. e Joyful Noise Recordings.
Em 11 de novembro de 2014, a artista Mitski lançou um álbum chamado "Bury Me at Makeout Creek". A primeira música no álbum é Texas Reznikoff, uma referência ao seu estilo poético e filosofia objetivista.

## Obras
- In Memoriam : 1933, 1934
- Separate Way, 1936
- Going to and fro and Walking up and down, 1941
- Inscriptions : 1944-1956, 1959
- By the Waters of Manhattan, selected verse, 1962
- Testimony : The Unites-States 1885-1890, 1965
- Recitative, 1968
- By the Well of Living and Seeing and the Fifth Book of the Maccabees, 1969
- By the Well of Living and Seeing : New and Selected Poems 1918-1973, 1974
- Holocaust, 1975